# Théophile-Victor de Chevron Villette
Théophile-Victor de Chevron Villette, italianizzato in Vittorio De Villette (Giez, 16 agosto 1806 – Giez, 19 maggio 1871), è stato un politico francese.

## Biografia
Fu Deputato del Regno di Sardegna nella I e nella IV legislatura, eletto nel collegio di Ugine.